# Sundor
סאן דור
Switch to sun more (Passez à davantage de soleil)
Sundor (anciennement El Al Charter Services, Sun d'or ou encore Sun d'or International Airlines) en hébreu : סאן-דור, en français : Soleil d'Or, (code AITA : LY anciennement 2U  et 7L ; code OACI : ELY anciennement ERO) est une compagnie aérienne israélienne appartenant à la compagnie nationale israélienne El Al Israël Airlines.

## Histoire

Ancien logotype de Sun d'or International

Ancien logotype de Sun d'or

ancien logo avant le remembrement de 2023

Cette compagnie aérienne a été fondée le 1 octobre 1977 d'abord sous le nom d’El Al Charter Services, comme compagnie charter israélienne appartenant à la compagnie nationale israélienne El Al, détenue à cette époque en totalité par l’Etat d'Israël.
Elle prenait ensuite le nom de SUN D'OR en 1981.
SUN D'OR proposait au départ de l'aéroport international David-Ben-Gourion en Israël, des vols vers l'Europe pour des destinations touristiques et balnéaires (Croatie, Chypre, Grèce, Italie, Portugal, Pologne...) avec des Boeing 707 dans un premier temps.
Elle a été créée pour concurrencer sa rivale , la compagnie charter israélienne Arkia.
Peu de temps après, Uriel Yashiv, le P-DG de la compagnie aérienne à l’époque a choisi d’ajouter « International Airlines » au nom de la compagnie aérienne pour créer Sun D'or International Airlines.
Les passagers profitaient des avantages de la compagnie mère El Al qui comprenaient la possibilité pour les passagers d’accumuler des points de fidélisation El Al sur les vols Sun d'or et la fourniture de nourriture y compris tous les types de repas spéciaux par l’intermédiaire de Tamam-Catering, une filiale d’El-Al également.
El Al fournissait également les services au sol, les équipages aériens et des avions pour sa filiale Sun d'or.
Le 1er mai 1985, Sun d’or signe un accord d’exploitation conjointe avec la compagnie Arkia pour les services d’affrètement et l’utilisation d’avions.
En 1988, Sun d’Or avait son siège social à la maison mère El Al à Tel Aviv.
En mars 2011, la compagnie Sun d'or est rattrapée par l’ Agence européenne de la sécurité aérienne (AESA) décidant de lui retirer sa licence d'exploitation vis-à-vis de sa trop proche appartenance à la compagnie nationale El Al. Elle transfère ses opérations aériennes à sa maison mère El Al le 20 mars 2011.
Sundor (nouvelle orthographe) propose toujours aujourd'hui des vols réguliers saisonniers de moins de 6 heures de vol, des vols charters et des vols spéciaux pour les entreprises et des organisations y compris les groupes sportifs, les voyages d’entreprise ou les anniversaires.
Elle utilise dorénavant le code IATA de la compagnie El AL (LY). Les numéros de vols réguliers Sundor sont identifiés LY 5100 à 5199, les vols charters Sundor de LY 5000 à 5099 et LY 5200 à 5999.
En 2023, Gal Gershon est le P-DG de Sundor dont la compagnie dessert pour l'été 2023, 11 destinations à savoir Naples, Thessalonique, Larnaca, Paphos, Istanbul, Ljubljana, Zagreb, Porto, Charm el-Cheikh, Tbilissi et Tivat (Monténégro). En réponse à la demande croissante des clients, Sundor renforçe sa flotte avec des Boeing 737-800 loués à la société KlasJet.
Les vols sur les avions loués seront opérés par un équipage de la société de leasing, soutenu par le personnel d’EL AL parlant couramment l’hébreu.

## Flotte
- Boeing 707-300 immatriculé 4X-ATY
- Boeing 757-200 immatriculés 4X-EBM (2007-2011), 4X-EBY (2005-2007), 4X-EBS (2009-2011), 4X-EBT (2007-2012), 4X-EBV, 4X-EBO[9]
- Boeing 737-800 immatriculés 4X-EKM, 4X-EKR (depuis 2012), OM-FEX (2019), 4X-EKI (2015-2019), OM-JEX (2018-2020), OM-KEX (2019)[9]

## Galerie photographique

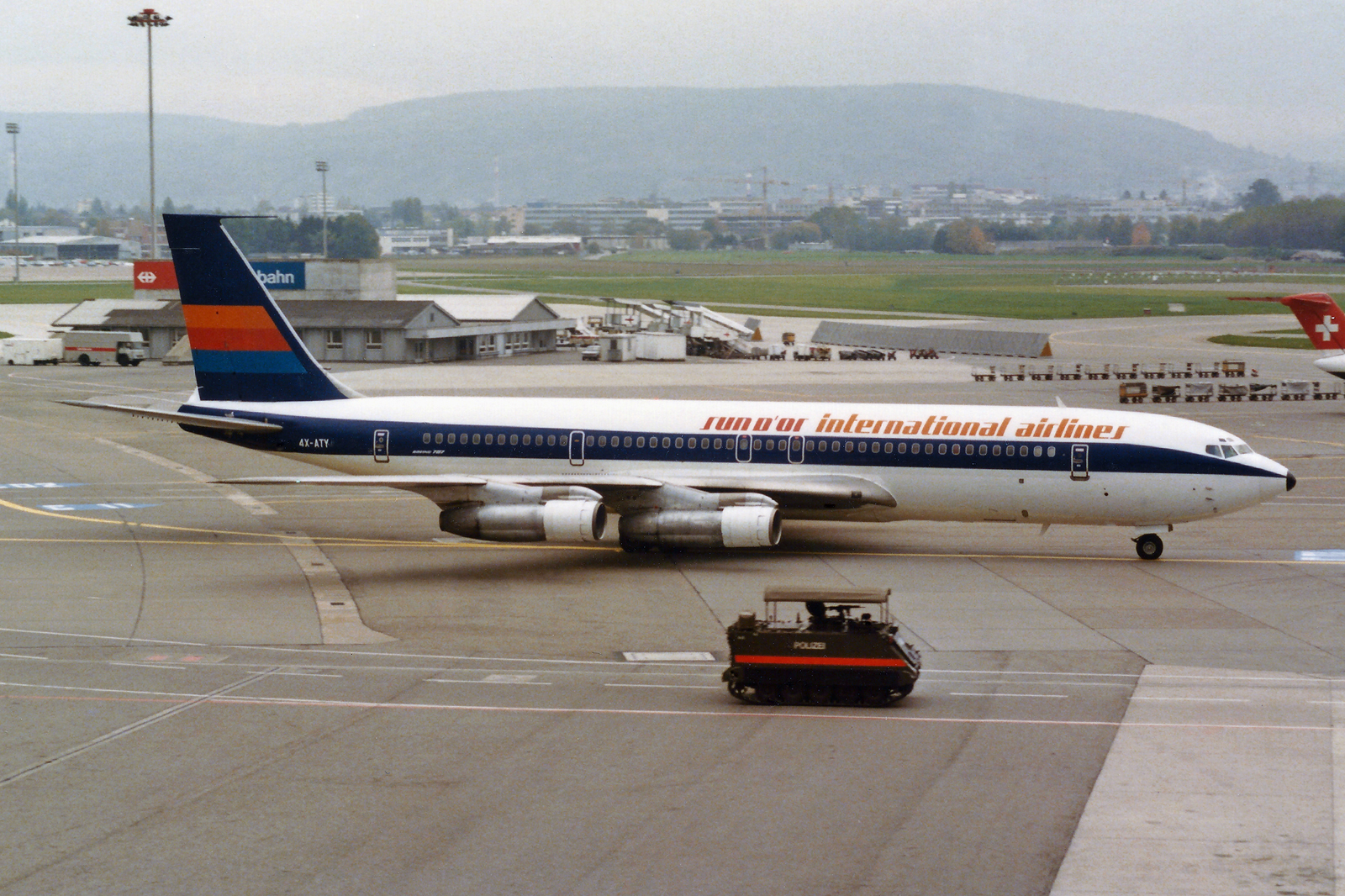
Boeing 707-300 Sun d'Or International immatriculé 4X-ATY à Zurich en Suisse en 1984
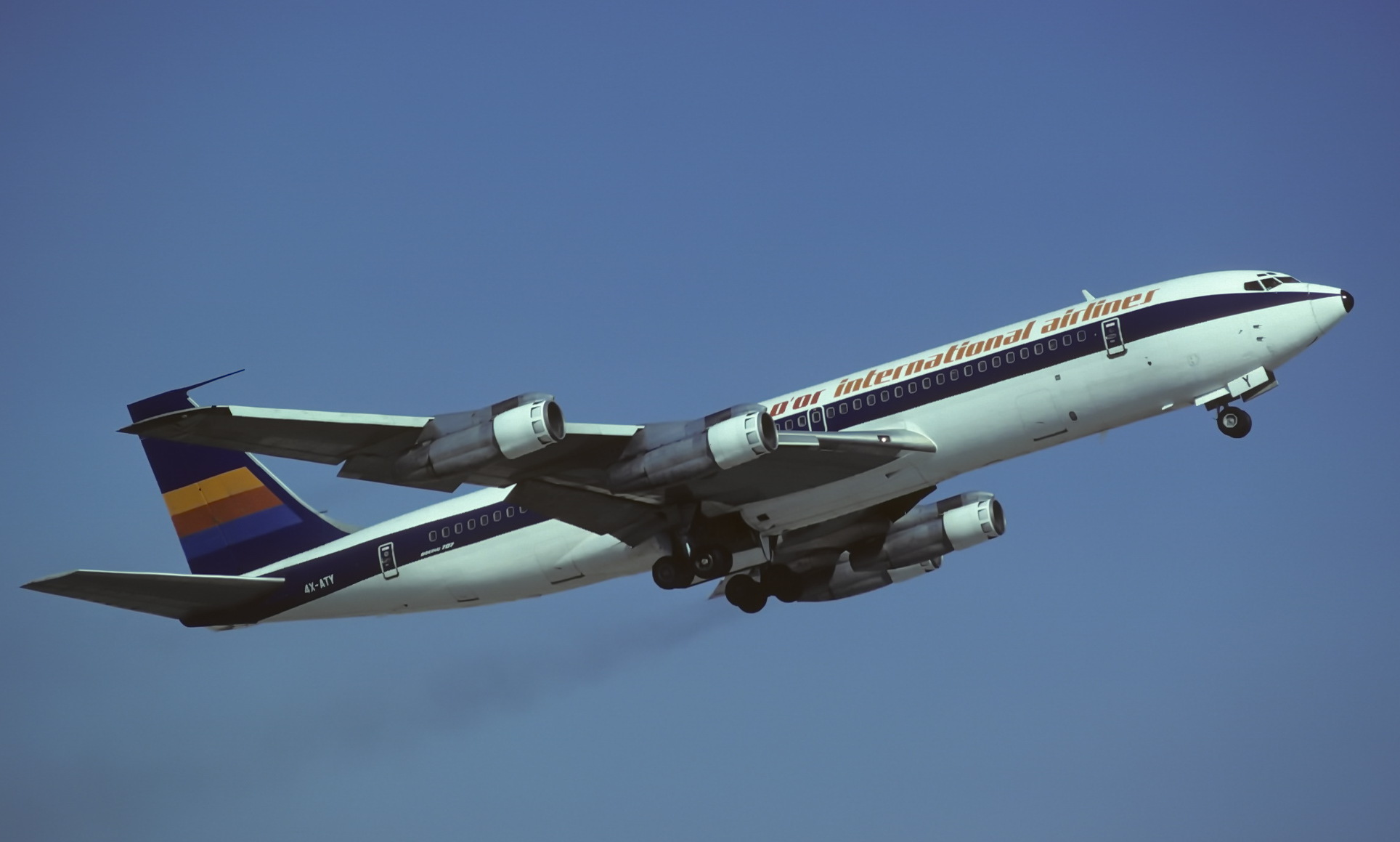
Boeing 707-300 Sun d'Or International immatriculé 4X-ATY à Düsseldorf en 1984
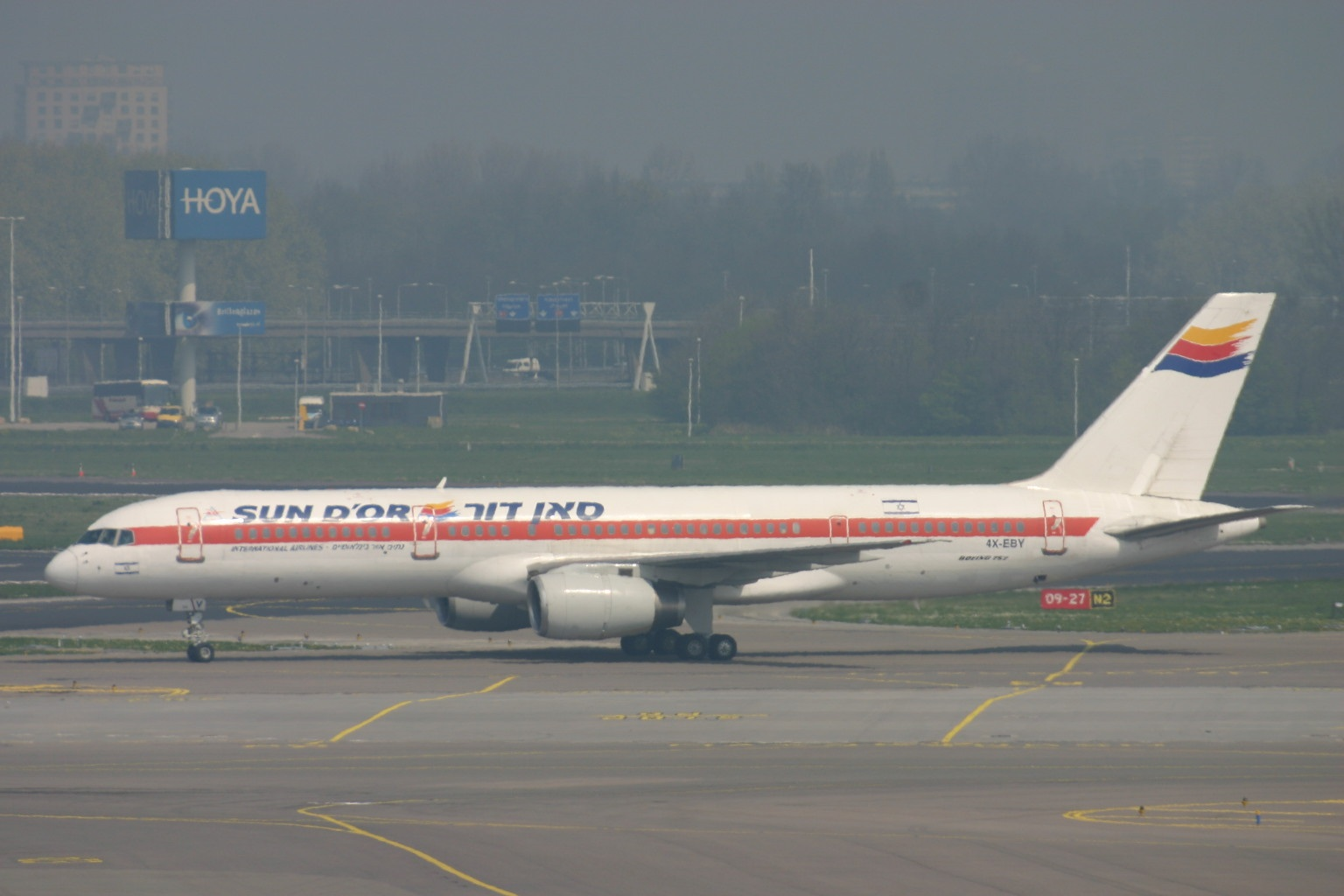
Boeing 757-200 Sun d'Or immatriculé 4X-EBY à Amsterdam en 2005
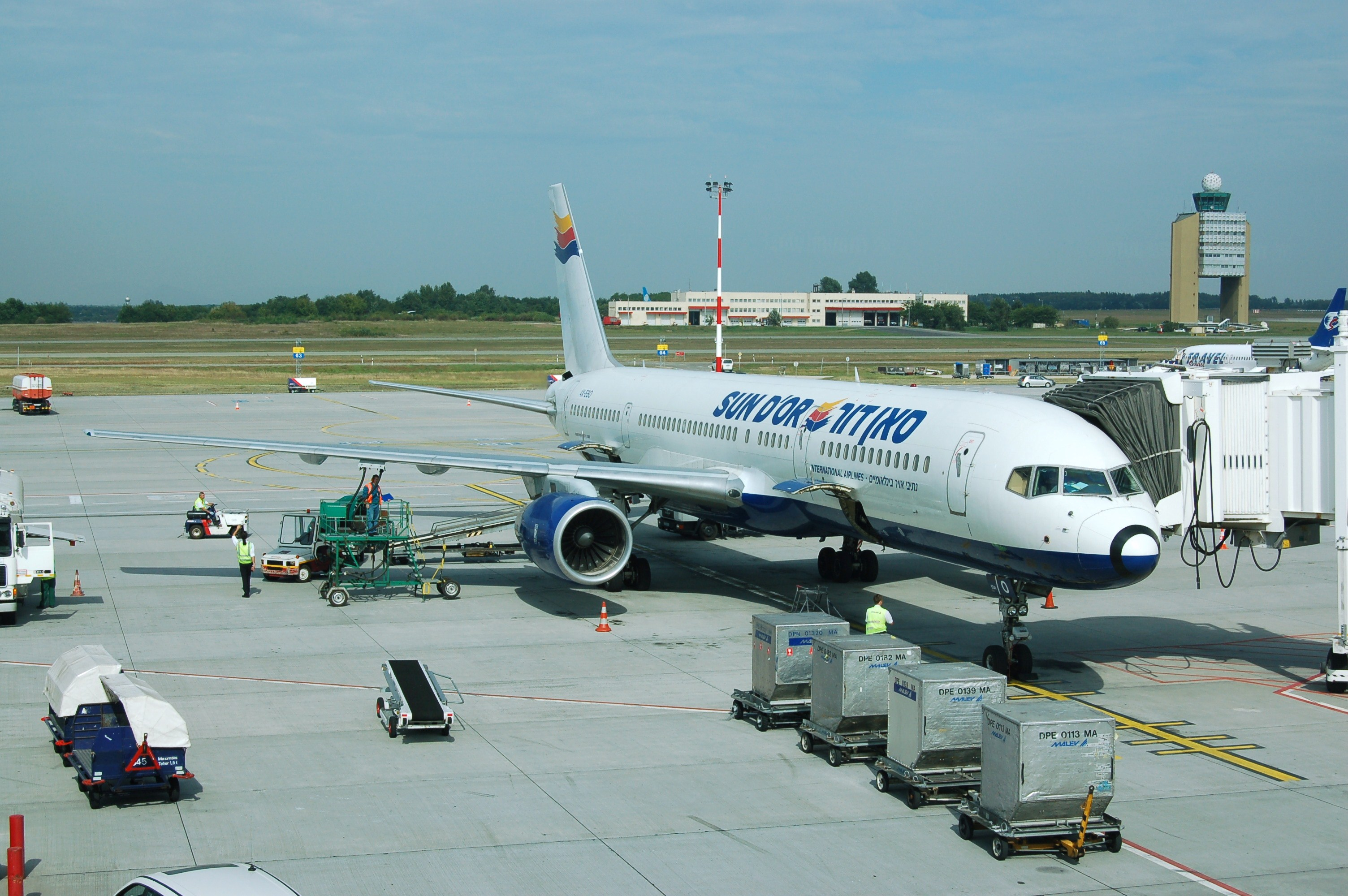
Boeing 757-200 Sun d'Or immatriculé 4X-EBO à Budapest en 2006
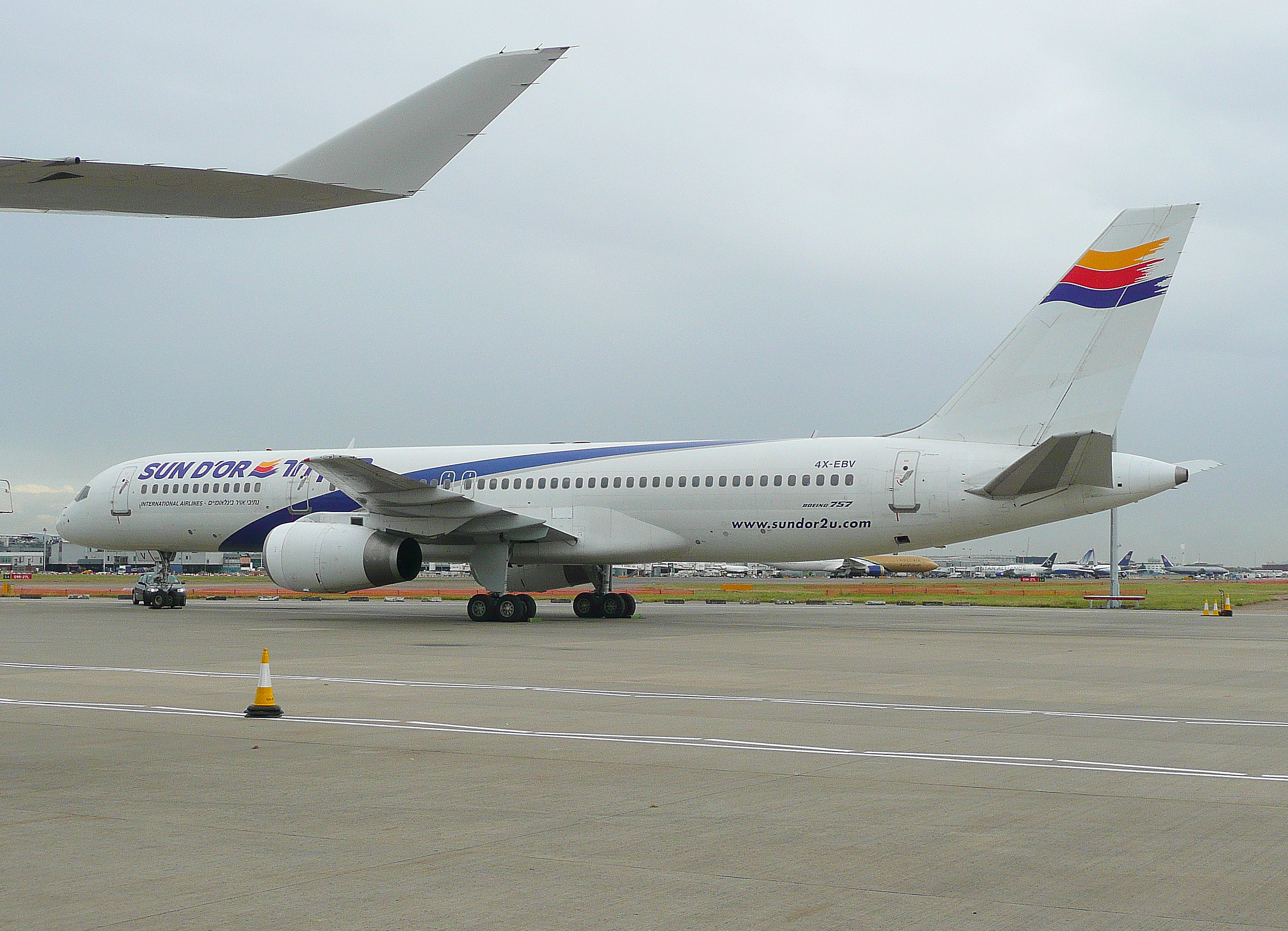
Boeing 757-200 Sun d'Or immatriculé 4X-EBV en 2009
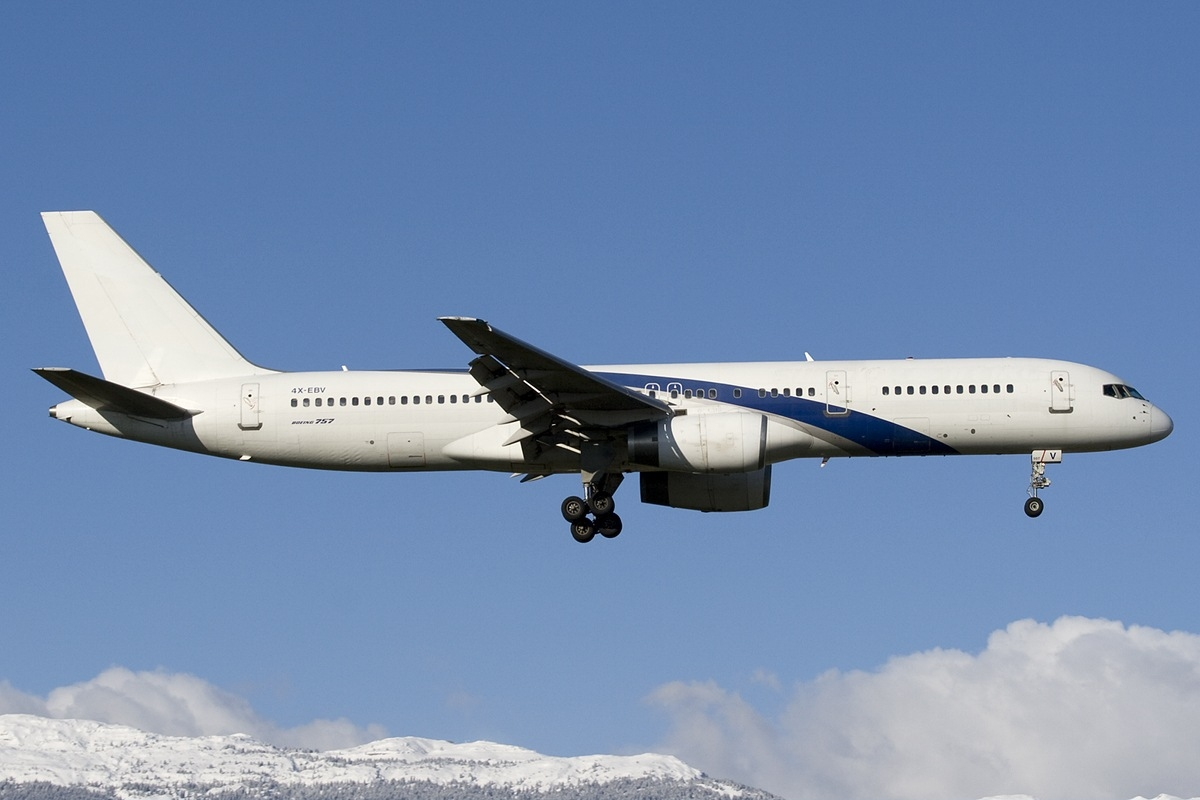
Boeing 757-200 Sun d'Or immatriculé 4X-EBV à Genève en 2010
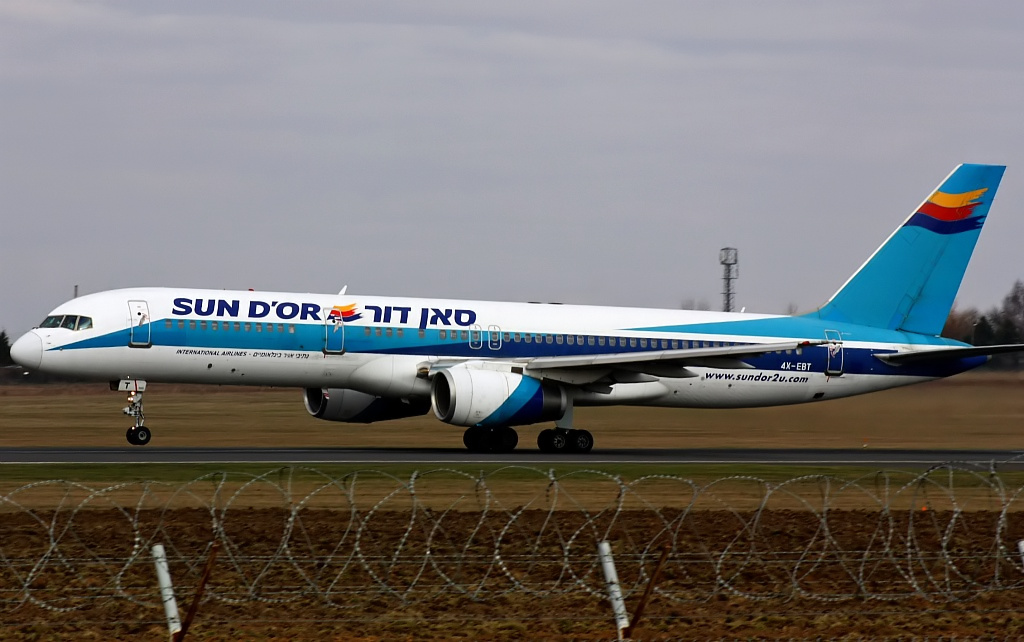
Boeing 757-200 immatriculé 4X-EBT à Poznań en Pologne en 2011
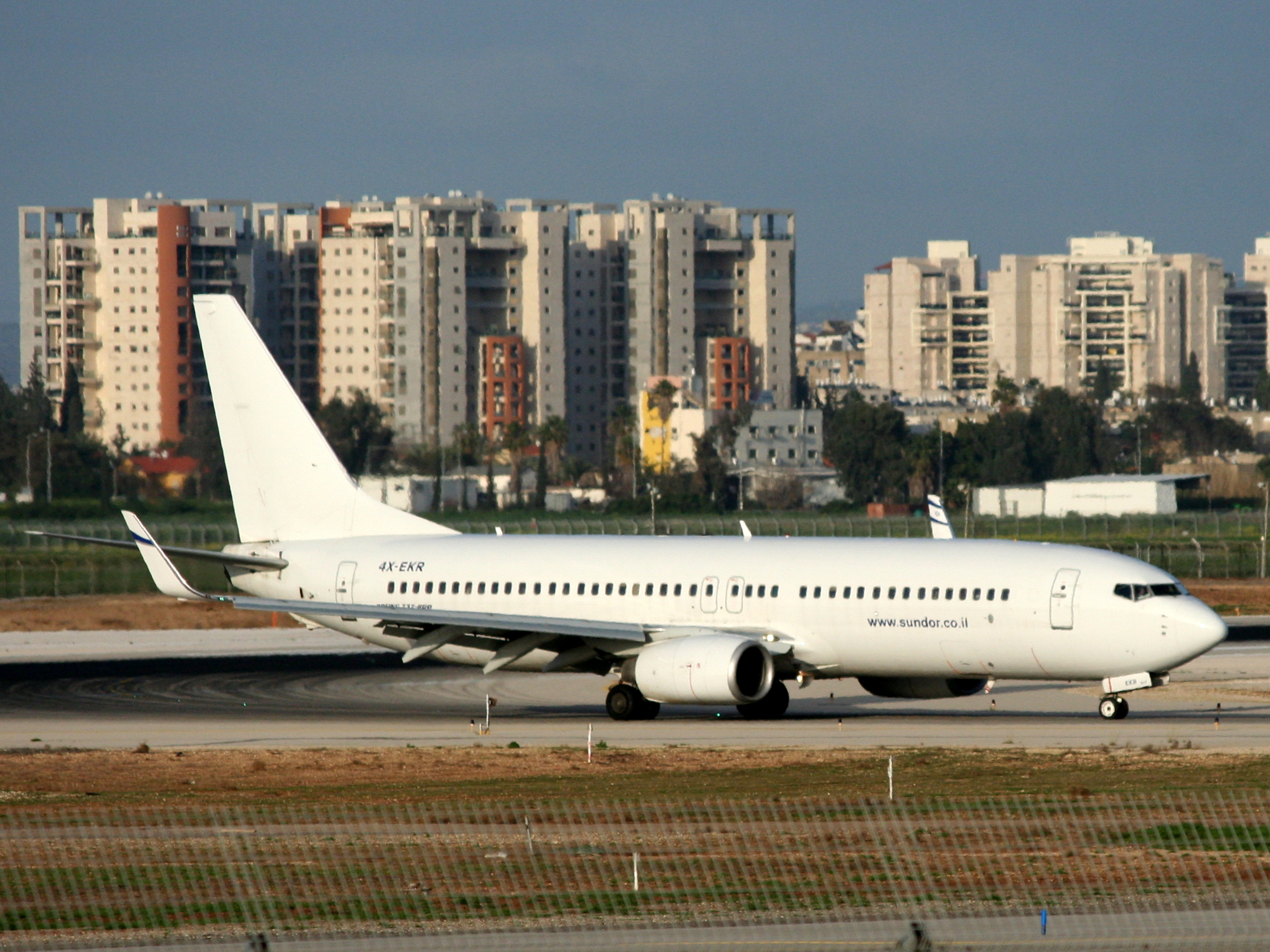
Boeing 737 Sundor 4X-EKR à Tel Aviv Ben Gourion en 2013
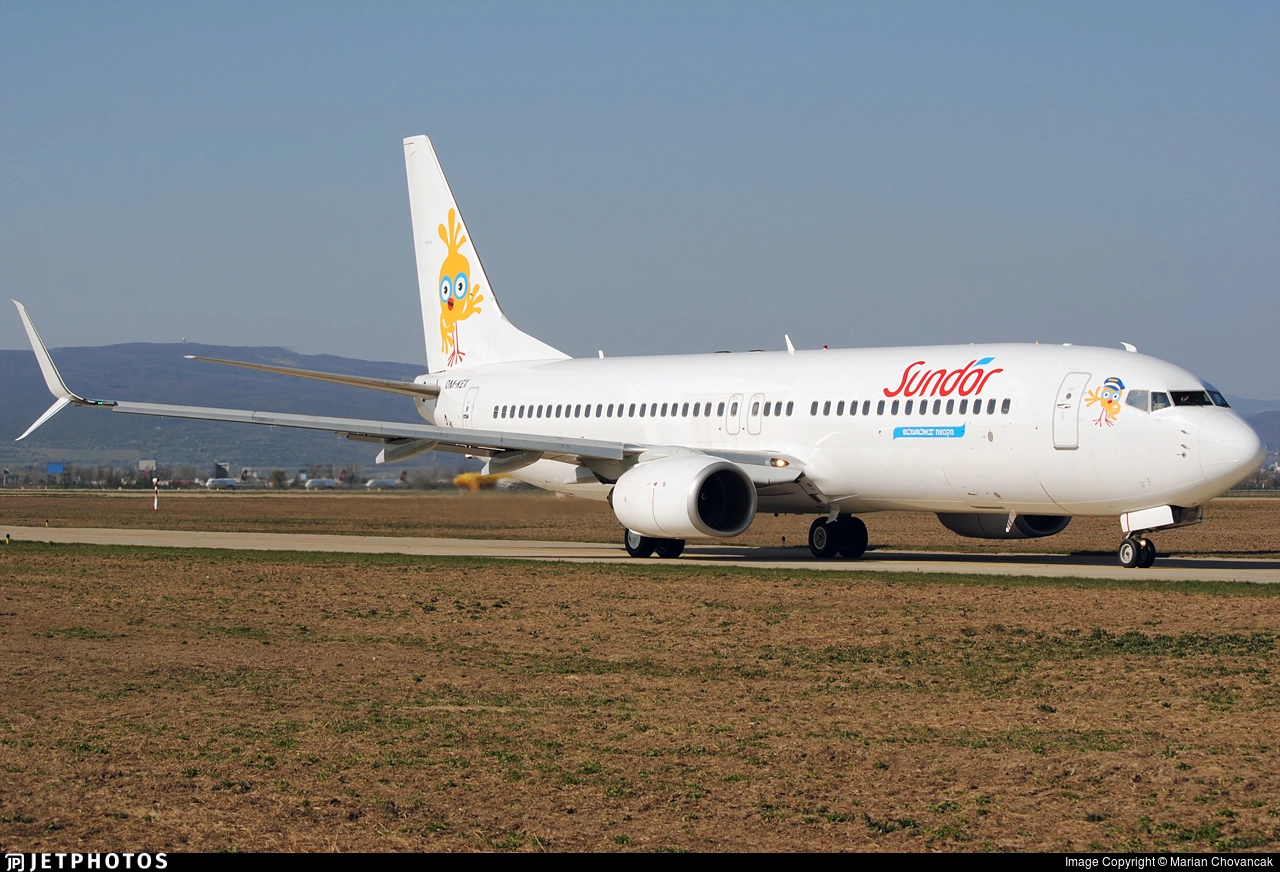
Boeing 737 Sundor en 2019
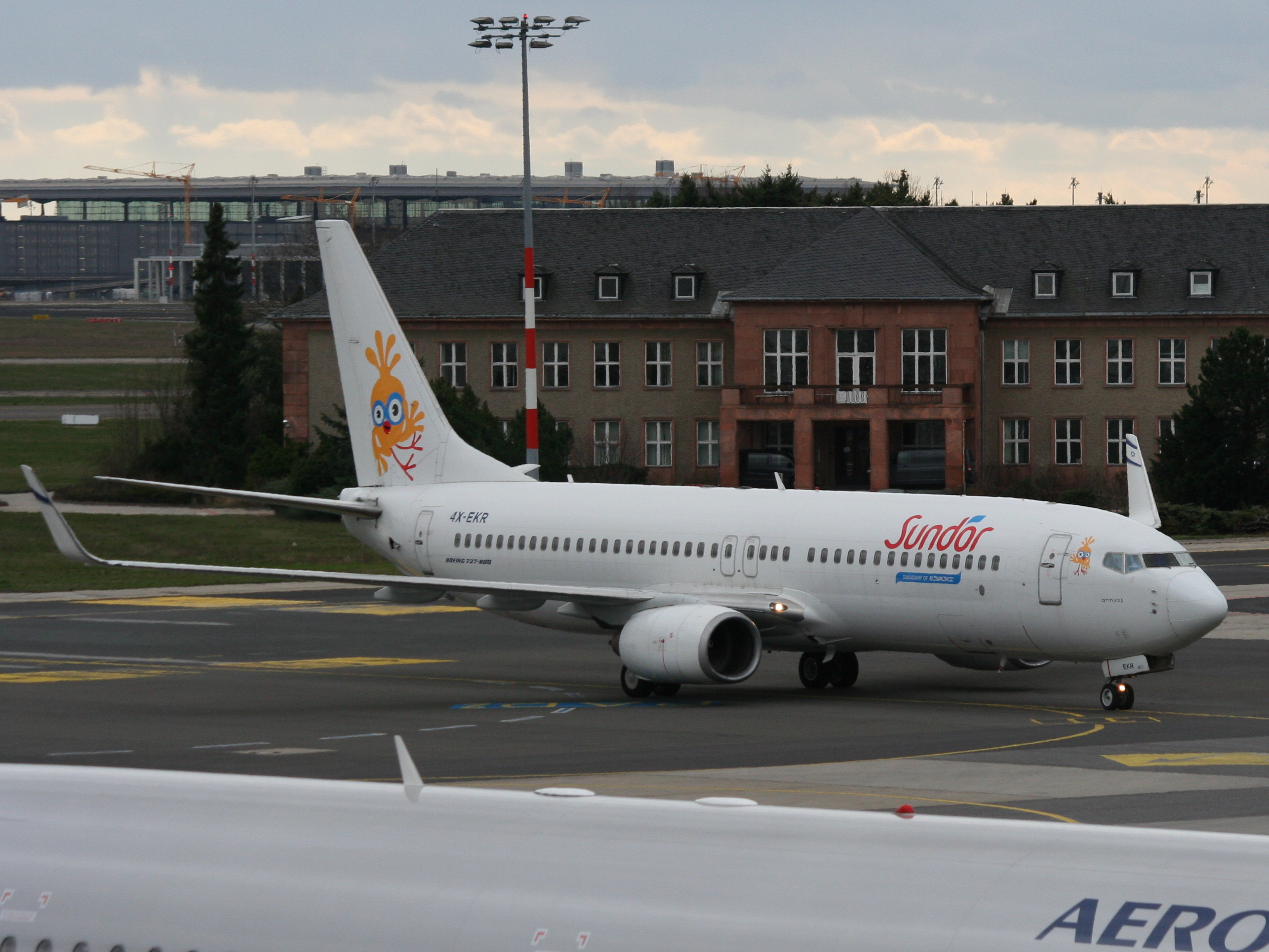
Boeing 737 Sundor 4X-EKR à Berlin en 2019